# Bolomba (territoire)
Pour les articles homonymes, voir Bolomba (homonymie).
Bolomba est un territoire de la province de l'Équateur en république démocratique du Congo. La localité de Bolomba est le chef-lieu du territoire.

## Secteurs
Le territoire de Bolomba est divisé en 5 secteurs :
- Dianga, avec 4 groupements et 46 villages ;
- Mampoko, avec 3 groupements et 43 villages ;
- Bolomba, avec 7 groupements et 112 villages ;
- Busira, avec 6 groupements et 78 villages ;
- Losanganya, avec 4 groupements et 234 villages avec 78 grande campements creéevillages.

## Démographie
| 1994    | 2004    |
| ------- | ------- |
| 136 970 | 130 896 |